# Старолеушковскаја
Старолеушковскаја (рус. Старолеушковская) насељено је место руралног типа (станица) на југозападу европског дела Руске Федерације. Налази се на северу Краснодарске покрајине и административно припада њеном Криловском рејону.
Према статистичким подацима Националне статистичке службе Русије за 2010. у насељу је живело 5.251 становника и друго је по величини насеље у рејону.

## Географија
Станица Старолеушковскаја се налази у северном делу Краснодарског краја, односно у јужном делу припадајућег му Павловског рејона. Лежи у ниској степи Кубањско-приазовске низије, на обали реке Челбас.
Село се налази на око 19 километара јужно од рејонског центра Павловскаје, односно на неких 120 км северно од града Краснодара.

## Историја
Садашње насеље под именом Леушковско село (рус. Леушковское куренное селение) основали су црноморски Козаци 1794. године као једну од првих 40 козачких насеобина на Кубању. Након оснивања Новолеушковског Села 1821. добија садашње име.

## Демографија
Према подацима са пописа становништва 2010. у селу је живело 5.251 становника.
| 1939. | 1959. | 1970. | 1979. | 1989. | 2002. | 2010. |
| ----- | ----- | ----- | ----- | ----- | ----- | ----- |
| —     | —     | —     | —     | —     | 5.660 | 5.251 |